# 義記洋行
義記洋行（Holliday Wise&Co.）又名何罗威士，是英国一家贸易商行。本部位于曼彻斯特，它在开普敦及马尼拉開设分号。義記洋行於1832年由威士（Robert Wise）船长与何罗爹（John Holiday）合伙开办。
1833年英国东印度公司对华贸易壟斷被取消，1835年，義記洋行来华开业，经营杂货贸易。一開始它在广州設立分號，但不久被驅逐，後來又搬遷到澳门及香港营业。1843年上海开埠后義記洋行在福州路江西中路路口設立分号，並且啟用中文名义记洋行，此前的中文名為何罗威士，经营匹头及杂货贸易兼营佣金代理业务。1867年前将广州分号裁撤，並且增加汉口及福州分号，经营茶叶贸易。1882年汉口及福州分号关闭，此時義記洋行還剩伦敦分号及上海分号。1905年后，上海的義記洋行在四川中路及江西中路有營業點，並且義記洋行的机器部拥有设备。威士及何罗爹等人的後代怀逸思（John Wise）及塞西爾·霍利德等先后負責義記洋行的業務。20世纪初，上海的義記洋行開始不見記載。
1913年前，塞西爾·霍利德在上海发起开办一家有限公司，同樣起名义记（Holliday&Co.,Ltd,Cecil），先后在江西中路及九江路营业，经营综合贸易及佣金代理业务，代理利物浦及伦敦等地几家保险及其他厂商公司。20世纪30年代初，义记尚见于记载。陈志芳曾經出任义记的买办。